# Pierre Le Moyne d'Iberville
Pour les articles homonymes, voir Pierre Le Moyne (homonymie), Iberville et Le Moyne.
Pierre Le Moyne d'Iberville et d’Ardillières, né le 16 juillet 1661 à Ville-Marie (aujourd'hui Montréal, Québec) et mort vers le 9 juillet 1706 à La Havane (Cuba), est un navigateur, commerçant, militaire, corsaire et explorateur en Nouvelle-France.
En 1686, il effectue ses premiers faits d’armes au cours d’une expédition menée contre les postes anglais à la baie d’Hudson. Ce sera la première de plusieurs autres expéditions dans la région au cours des années suivantes. En 1694, d’Iberville conduit une expédition contre le fort York, principal établissement des Anglais à la baie d'Hudson. Le 13 octobre, il somme la garnison du fort de se rendre, ce qu'elle fait. Le fort est rebaptisé Bourbon. En 1696, il s’empare de St. John’s et saccage pas moins de 36 établissements de pêche à Terre-Neuve.
L’année suivante, d'Iberville livre le combat le plus fameux de sa carrière. Aux commandes du Pélican, il se retrouve coincé en infériorité numérique face à trois navires anglais. En prenant l’initiative de l’attaque, il parvient à inverser la situation. Même s’il perd Le Pélican au cours du combat, il mène ensuite un siège de cinq jours contre le fort York, qui tombe le 13 septembre 1697.
En 1699, le ministre de la Marine le nomme à la tête d’une expédition destinée à localiser l'embouchure du fleuve Mississippi, ce qu’il réussit. Il fonde les villes de Biloxi (1699) et de Mobile (1702). En récompense de ses réalisations, il est le premier Canadien à recevoir la croix de Saint-Louis. Convaincu que la colonisation et l'exploitation de la Louisiane sont les seuls moyens de contrer une expansion anglaise vers l'Ouest, d’Iberville présente de nombreux mémoires sur la question à la Couronne française.
En 1706, il mène l’une de ses dernières missions. Il s'empare de l’île de Nevis, qu’il pille et dévaste. D'Iberville arrête sa course soudainement à l’âge de 44 ans à La Havane, où il meurt le 9 juillet 1706 des suites de fièvres.
Homme aux exploits retentissants, il demeure, dans la mémoire collective, l’un des plus grands héros de la Nouvelle-France.

## Biographie

### Origine familiale et jeunesse
Pierre Le Moyne d'Iberville naît le 16 juillet 1661 à Ville-Marie et est baptisé le 20 juillet. Il est le fils de Charles Le Moyne, originaire de Dieppe, et de Catherine Thierry Primot, originaire de Saint-Denis-le-Thiboult près de Rouen. Ses parents ont tous deux émigré au Canada avant leur mariage, célébré à Ville-Marie en 1654. Charles Le Moyne est une figure importante de la colonie. Anobli en 1668, il est seigneur de Longueuil et participe activement au commerce des fourrures. Le couple a eu, au total, deux filles et 12 fils. La famille habite rue Saint-Paul à Ville-Marie.
Son père l'envoie à Michillimakinac, dans les Pays d'en Haut, pour faire le commerce des fourrures. Pierre s'embarque ensuite, de 1680 à 1685, à bord de navires qui font le commerce avec la France.

### Combats à la baie d'Hudson
Depuis 1670, les Anglais, par le biais de la Compagnie de la Baie d'Hudson, se sont installés à la baie d'Hudson. Rapidement, les Cris trouvent plus avantageux de commercer avec eux. Les administrateurs coloniaux français ont vent de leur installation et perçoivent cela comme une menace potentielle au bon fonctionnement du lucratif commerce des fourrures. Ils envoient le père Charles Albanel en 1671 pour constater s'il s'avérait effectivement que les Anglais s'y trouvaient désormais. Par ailleurs, en 1682, des marchands de fourrures de Montréal et Québec décident de les concurrencer et fonde à cet effet la Compagnie du Nord. En 1686, celle-ci finance une expédition contre les postes anglais de la région de la baie d’Hudson. Elle réunit une centaine d'hommes, dont 70 coureurs de bois, et des guides autochtones. Ils prennent place à bord de 35 canots. D’Iberville commence sa carrière militaire à cette occasion. Il prend part à l'expédition avec ses frères Jacques et Paul. Le gouverneur Denonville dépêche en plus une trentaine de soldats et l'officier Pierre de Troyes.
Partie de Montréal la troupe emprunte une nouvelle route qui passe par le lac Abitibi. Sa traversée se révèle très difficile car les cours d'eau sont parsemés de rapides, multipliant les incidents. Plusieurs membres de l'expédition tombent à l'eau pendant ce voyage de plus de deux mois et demi. Certains y meurent.

Carte de Pierre Allemand réalisée en 1687, représentant notamment la baie d'Hudson.

Enfin arrivés à destination, les Français attaquent sans attendre Moose Factory, situé sur le bord de la rivière de même nom (aujourd'hui la rivière Moose). Sur place, ils ne trouvent que 16 Anglais qui se rendent sans tarder. De Troyes s'emparent ensuite des postes Albany et Rupert ainsi que d'un entrepôt à l'île Charlton tandis que d’Iberville capture le Craven, un navire de la Compagnie de la baie d'Hudson. Il prend aussitôt son commandement. Le 25 juillet, la garnison du fort Albany se rend. La troupe sème les incendies derrière elle tout en s'emparant de plusieurs centaines de fourrures. De Troyes rentre à Montréal peu après en laissant d'Iberville et une quarantaine d'hommes sur place répartis dans les postes conquis. D'Iberville demeure sur le Craven où il continue de mettre la main sur des peaux. Il rentre finalement dans la vallée laurentienne à l'été 1687 fort d'une imposante quantité de vivres et de pelleteries.  

### Corsaire au service de la France
D'Iberville se rend ensuite en France à l'hiver 1688. Il convainc le ministre Jean Baptiste Antoine Colbert, marquis de Seignelay de mettre sur pied une autre expédition pour consolider la position des Français dans les postes récemment conquis et ainsi assurer un plus grand contrôle de la baie d'Hudson. Il obtient alors le commandement d'un navire, Le Soleil d’Afrique. De plus, il est autorisé, par lettre de marque, à devenir corsaire au service de la France. C'est fort de sa nouvelle position qu'il retourne à la baie James à l’été de 1688, où il met la main sur plusieurs centaines de peaux de castor.
Les Anglais sont toutefois loin de vouloir abandonner leurs anciens postes aussi facilement. Alors que d'Iberville quitte le fort Albany, deux navires anglais l'interceptent. L’arrivée de l’hiver les surprend et les trois vaisseaux se retrouvent prisonniers des glaces. Pendant l’hiver de 1688-1689, la dureté des conditions de vie est telle que les Anglais, moins bien préparés, manquent de vivres. D'Iberville ne se montre pas magnanime et les empêche de chasser pour qu'ils puissent assurer leur subsistance. Après que 25 membres de l'équipage anglais soient morts du scorbut, les autres finissent par se rendre. D'Iberville est de retour à Québec à la fin de 1689. Encore une fois, il a la satisfaction de ramener une grande quantité de pelleteries et de nombreux prisonniers.
Dans la colonie, le mois d'août a été marqué par une attaque iroquoise à Lachine. Dans la foulée, le gouverneur Frontenac organise une expédition contre les colonies anglaises. Aux côtés de ses frères Jacques et François, d'Iberville prend part à cette campagne, qui se met en branle à l’hiver 1690. Il commande un détachement composé presque qu'à parts égales d'une centaine de Canadiens et d'une centaine d'Iroquois et d'Algonquins. La troupe française attaque Corlaer (Schenectady) dans la colonie de New York le 8 février 1690. L'établissement est pillé et incendié. Une centaine d’habitants sont tués et quelques autres sont faits prisonniers. Lorsqu'il rentre parmi les siens, d'Iberville reçoit en récompense la seigneurie de Ristigouche. Il s'en départit presque aussitôt.

D'Iberville reprend ensuite son objectif principal: déloger les Anglais de la baie d'Hudson. Il quitte Québec pour la baie en juillet 1690. Il hiverne à nouveau dans sa famille quelques mois plus tard. Puis, avec trois vaisseaux et 80 hommes, il décide d'attaquer le poste de la rivière Severn, situé à proximité du fort York, en 1691. Celui-ci tombe sans opposer une résistance acharnée. D'Iberville est de retour à Québec en octobre 1691, avant d'embarquer pour la France. S'il grossit son butin à chaque expédition, ces attaques contre de petits postes s'avèrent  insatisfaisantes pour le corsaire. Le fort York, principal établissement des Anglais à la baie d'Hudson, lui échappe toujours. De plus, il a le malheur de perdre ses frères Jacques et François au cours de cette période, tués dans des expéditions.

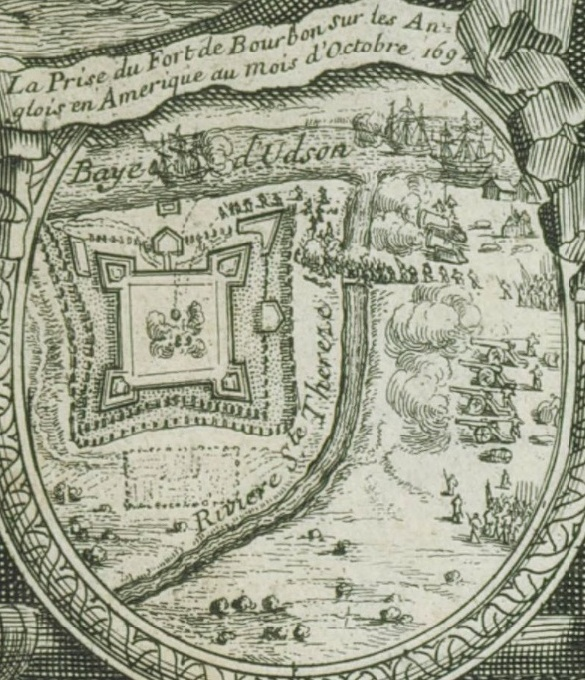
Plan représentant le siège et la prise de fort York (Bourbon) en 1694.

En 1692, d'Iberville patrouille dans le golfe du Maine où il s'empare de quelques navires anglais. La situation des Français à la baie d'Hudson était à nouveau devenue très instable entre-temps. Les Anglais sont arrivés à reprendre le fort Albany en 1693.
En 1694, il obtient le monopole de la traite dans la région, et ce, jusqu'en 1697. D'Iberville, aux commandes du Poly, conduit une expédition contre le fort York. Deux autres de ses frères, Joseph et Louis, y prennent également part. Le 13 octobre, d'Iberville somme la garnison du fort York de se rendre, ce qu'elle fait. Le jeune Louis meurt au cours de l'action. D'Iberville passe l'hiver dans le fort, rebaptisé Bourbon, avec ses hommes. Il a préalablement chassé les employés de la Compagnie de la baie d'Hudson qui doivent affronter les dures conditions de la nature environnante pour survivre. Le scorbut a tôt fait de les décimer. D'Iberville, de son côté, repart en France en octobre 1695 avec une cargaison impressionnante de marchandises et de fourrures. Or, les Anglais reprennent le fort, qu'ils continuent d'appeler York, en 1696.

### Campagne à Terre-Neuve

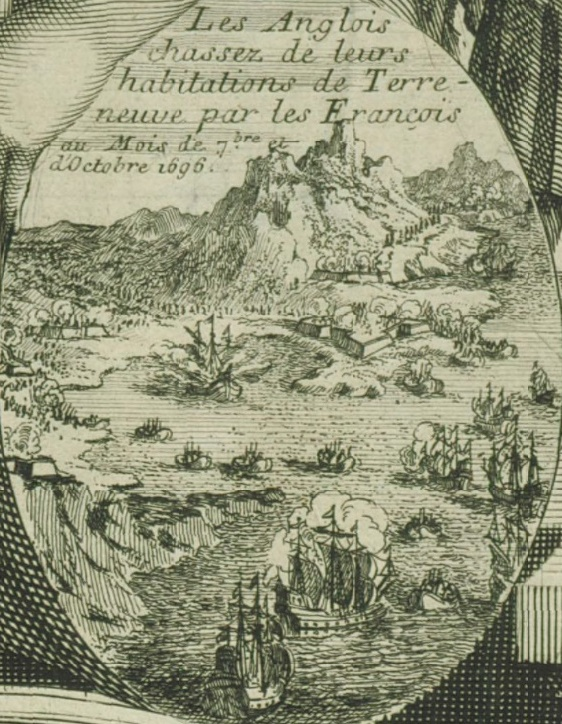
Représentation du saccage des établissements anglais à Terre-Neuve en 1696. D'Iberville commande cette mission.

En 1696, d'Iberville reçoit l’ordre de s'en prendre aux fortifications anglaises situées sur les rivages de l’Atlantique, plus précisément au fort William-Henry (Pemaquid), sur la frontière entre les colonies britanniques de Nouvelle-Angleterre et française d'Acadie, et à Saint-Jean (Terre-Neuve). Sa mission est une fois de plus un succès. Avec ses hommes, il s'empare du fort William-Henry, qu'il fait brûler, rassemble un imposant butin et fait plusieurs prisonniers.
Pendant ce temps, son frère Joseph recrute des Canadiens et des Autochtones. D'Iberville, lui, parvient à rallier des Abénaquis. À l'été, il se rend à Terre-Neuve avec une flotte de trois navires jusqu’à la principale ville française, Plaisance. Jacques-François de Monbeton de Brouillan, le gouverneur du lieu, décide de prendre lui aussi part à la mission. D’Iberville doit chasser les Anglais de Terre-Neuve et du Labrador, détruire leurs établissements de pêche et s'emparer des morues.
D’Iberville et ses hommes quittent Plaisance le 1er novembre 1696 et traversent par voie terrestre pendant que de Brouillan se rend par la mer. Neuf jours plus tard, il fait attaquer St. John's, qui capitule le 30 novembre. Après l'avoir incendié, la troupe de d’Iberville saccage presque entièrement les pêcheries anglaises sur la côte est de Terre-Neuve. D’Iberville lance des raids contre les villages éloignés, qu'il fait chaque fois brûler et piller. Il s'empare encore une fois des stocks de morues et fait de nombreux prisonniers.
À la fin de l'expédition, en mars 1697, il ne reste plus aux Anglais que deux établissements à Terre-Neuve : Bonavista et Carbonear. Pendant cette campagne de quatre mois, d’Iberville fait détruire pas moins de 36 établissements anglais. Il n'a toutefois pas le temps de consolider ses victoires et de déloger une fois pour tous les Anglais de Terre-Neuve. En effet, en 1697, il reçoit l'ordre de se rendre à nouveau à la baie d'Hudson afin de reprendre le fort York aux Anglais.

### Retour à la baie d'Hudson
La Couronne française espérait que d'Iberville parviendrait à redresser la situation, comme il l'avait toujours fait. Le ministre a donc fait dépêcher 4 navires pour le soutenir dans cette nouvelle mission. D'Iberville prit les commandes du Pélican. Son frère Joseph se joignit aussi à l'expédition. 

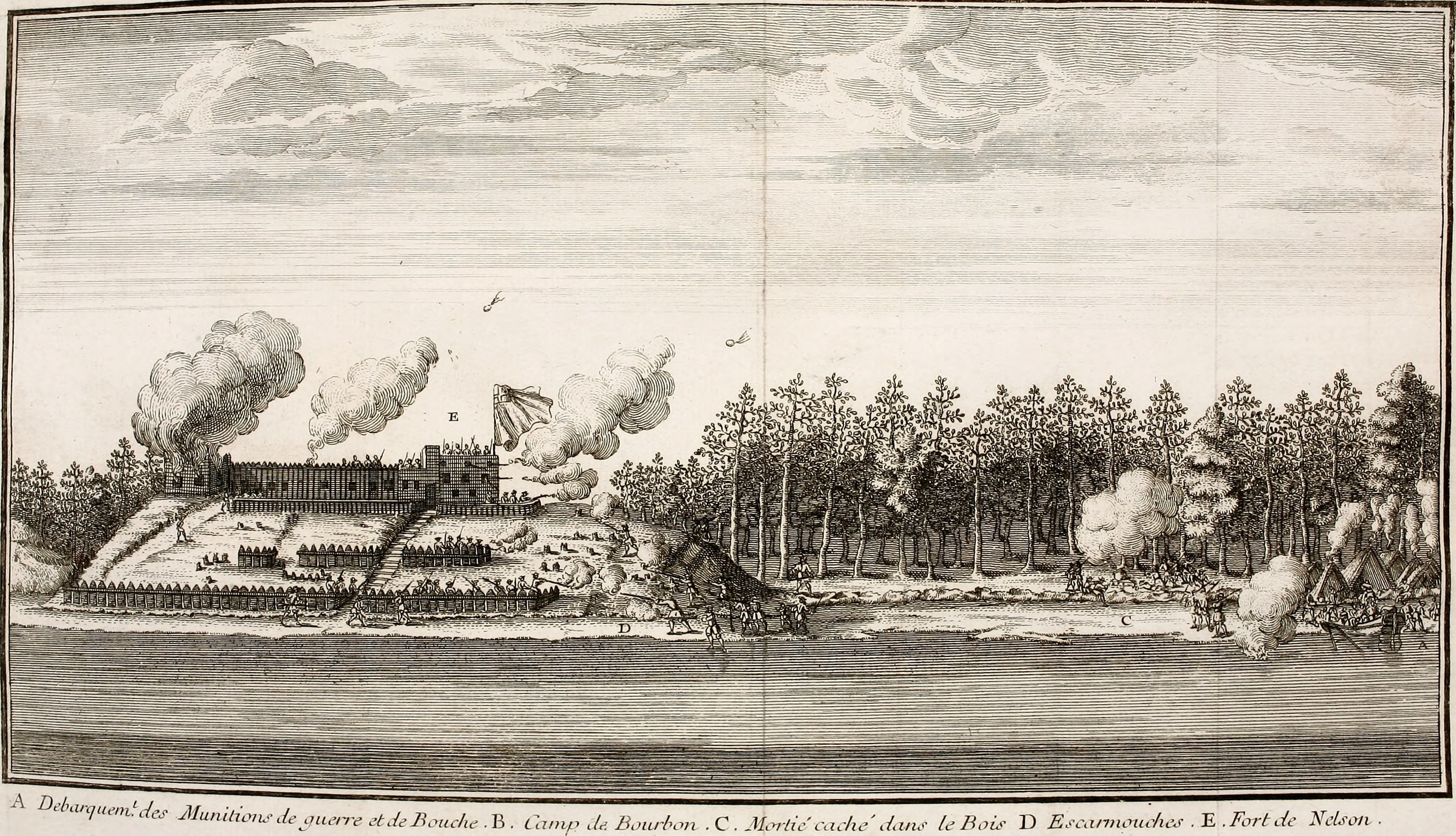
Le siège et la prise de fort York (Bourbon) en septembre 1697. Dans Bacqueville de La Potherie, Histoire de l'Amérique septentrionale.

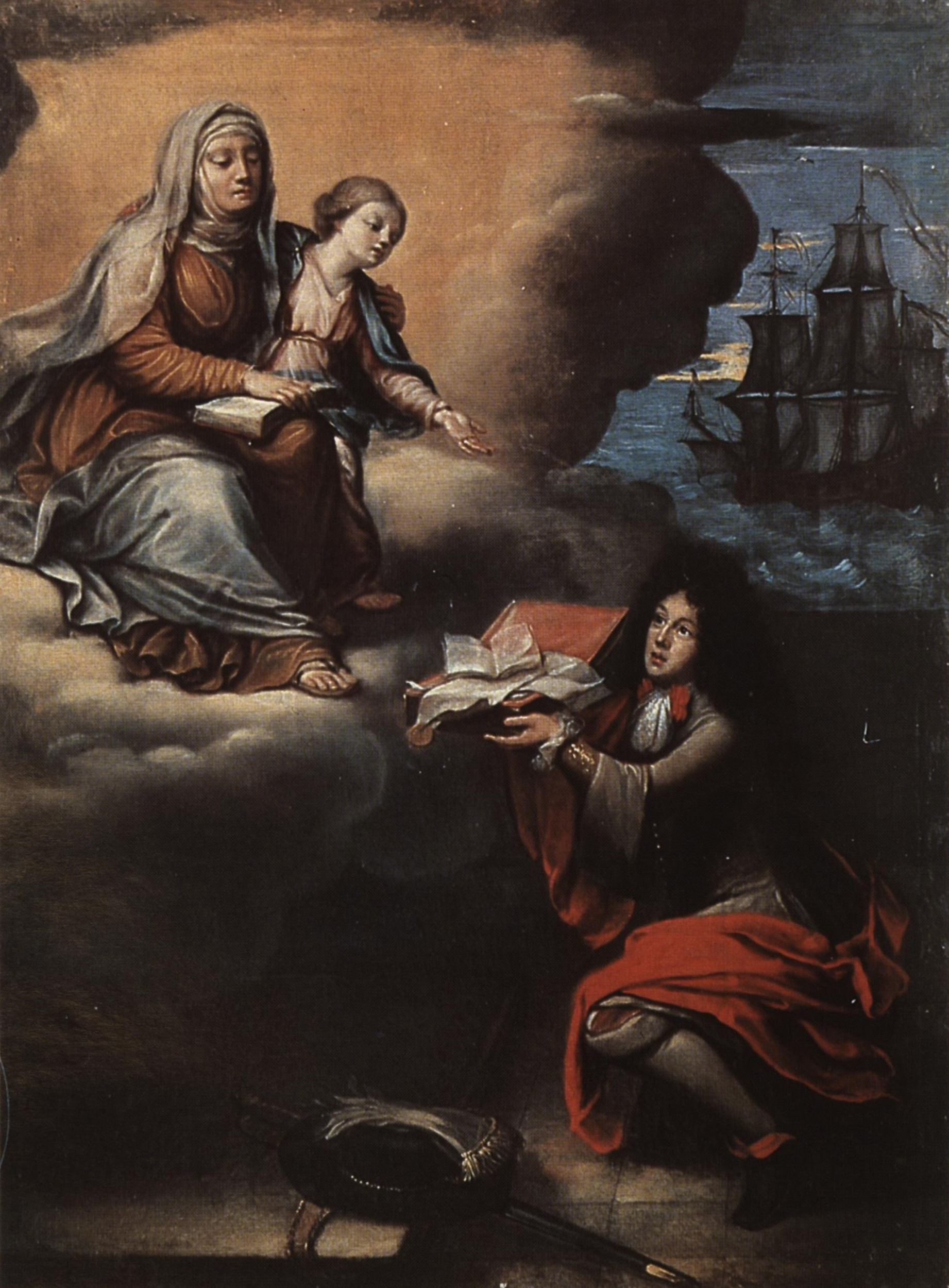
Ex-voto de Pierre Le Moyne d'Iberville à la basilique de Sainte-Anne-de-Beaupré, vers 1696.

Les navires français se dirigent comme prévu vers le fort York. Or, Le Pélican, qui les précédait, reste pris dans les glaces. Quand il parvient enfin à le libérer, d'Iberville dirige Le Pélican dans l’embouchure de la rivière Hayes. Trois navires le rejoignent enfin le 5 septembre. Joseph se trouve sur l'un d'eux. D'Iberville a la mauvaise surprise de constater que ce n'est pas la suite de la flotte. Ce sont plutôt des navires anglais : le Hampshire, le Dering et le Hudson’s Bay.
Téméraire, d'Iberville décide de ne pas attendre de renforts. Il passe à l'attaque. Il parvient d'abord à couler le Hampshire puis il s'empare du Hudson’s Bay. Trop endommagé, ce dernier sombre toutefois au cours du combat. Le Dering arrive pour sa part à s'échapper. Le Pélican a subi d'importants dommages pendant le combat avec le Hampshire. D'Iberville a même été contraint d'abandonner son navire, emporté par une tempête. Les trois autres navires français finissent par arriver et recueillent les naufragés. D'Iberville ne se laisse pas abattre et mène un siège de cinq jours contre le fort York. Celui-ci tombe le 13 septembre et est aussitôt renommé fort Bourbon. D'Iberville venait de conduire là le plus fameux combat de sa carrière. Fort de cette victoire, il quitte la région dès la fin de septembre.

Ce qu'il ignorait alors, c'est que le traité de Ryswick avait été signé au même moment en Europe, soit en septembre 1697, à la fin de la guerre de la Ligue d'Augsbourg. Comme le fort York avait été pris pendant les négociations finales de la paix, il devait être rendu à l'Angleterre.

### Fondation de la Louisiane

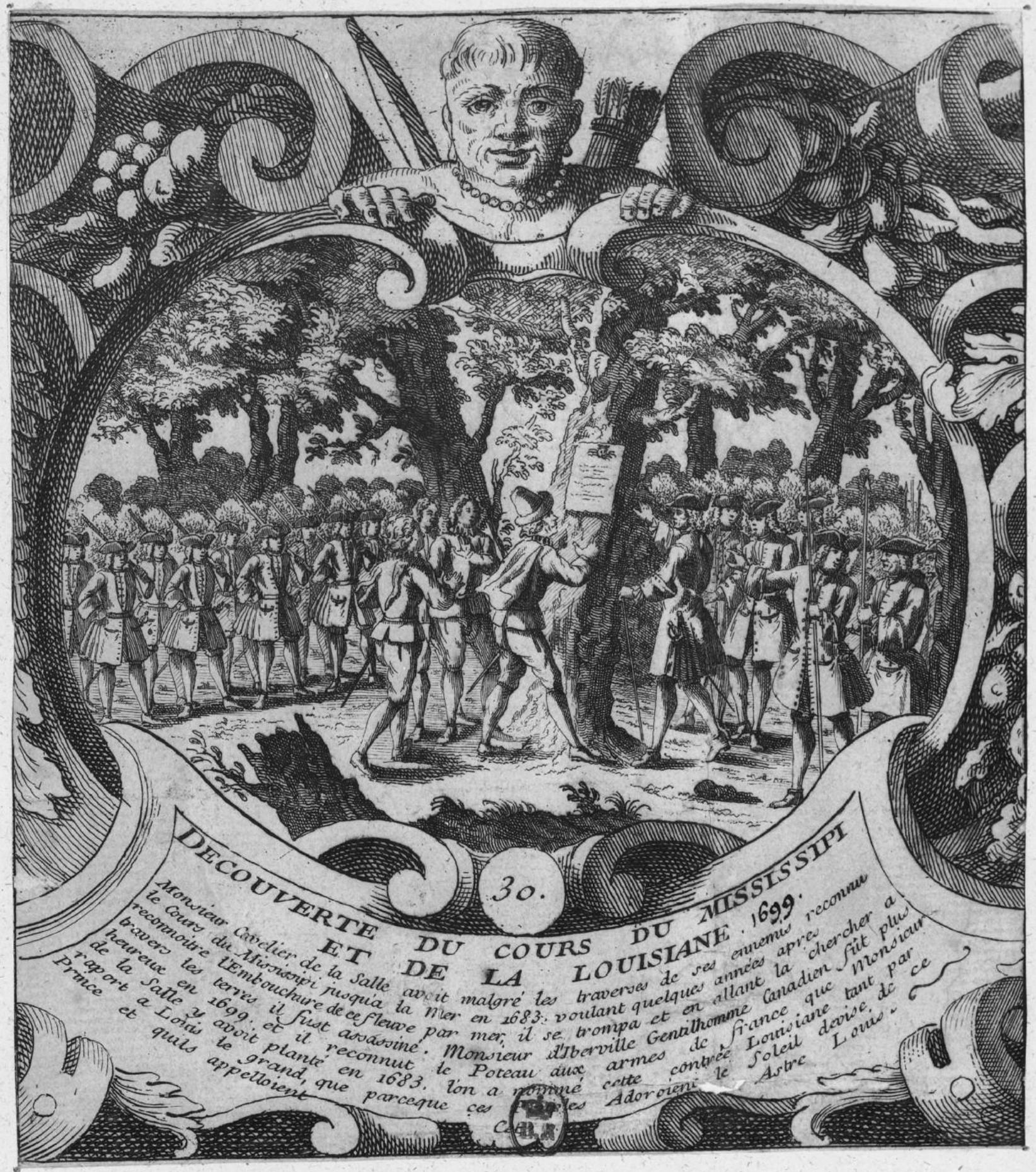
Estampe de 1699 rappelant l'exploration du Mississippi et la fondation de la Louisiane par d'Iberville.

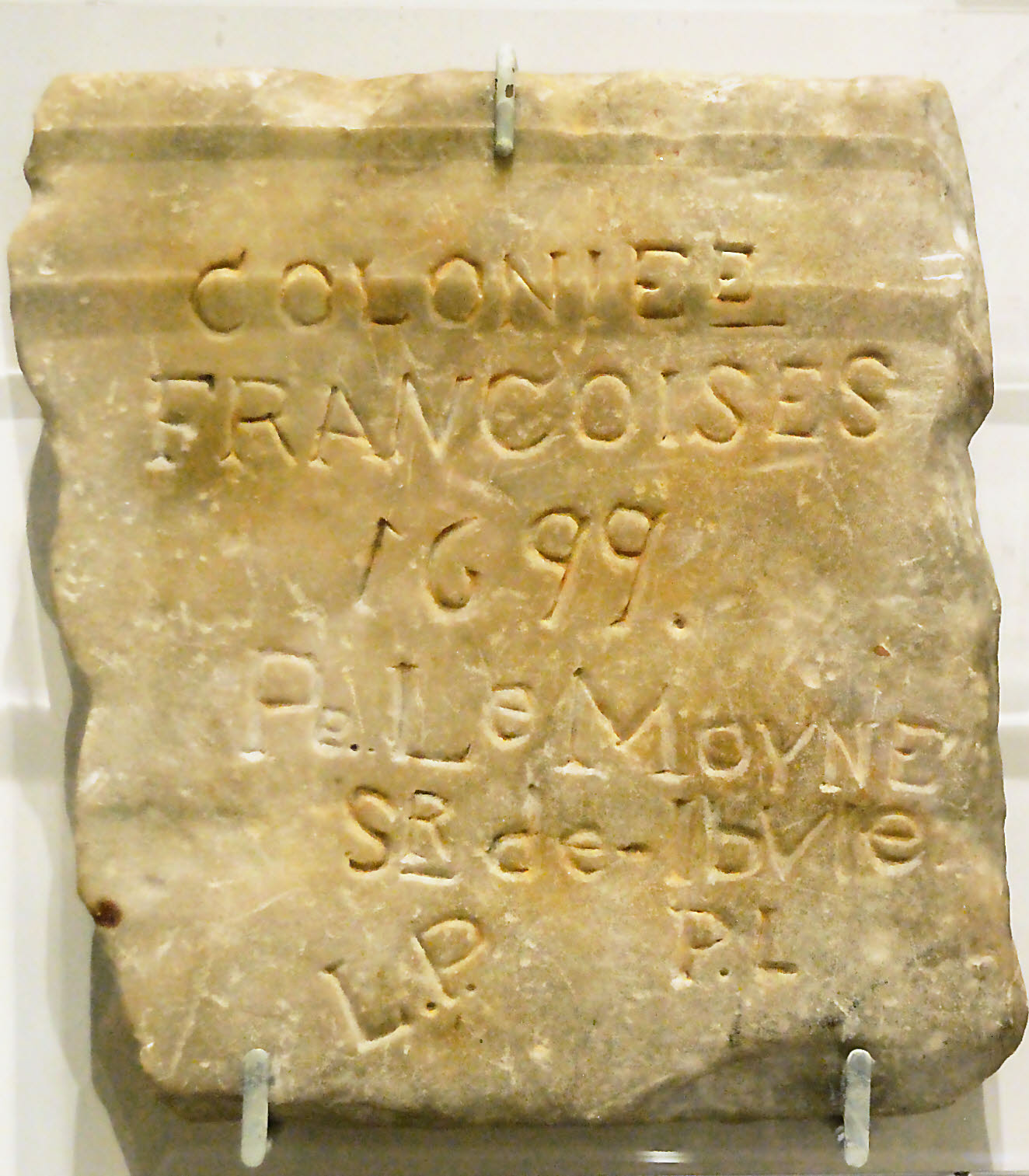
Plaque que Pierre Le Moyne, sieur d'Iberville, plaça pour marquer le premier établissement permanent de la Louisiane à Biloxi.

D’Iberville se rend en France en 1697. Il fait part de son découragement face à ces victoires éphémères, si spectaculaires soient-elles. Il écrit même au roi : « Sire, je suis las de conquérir la Baie d'Hudson. » D'Iberville présente des mémoires et écrit au ministre pour partager son idée d'un empire français. Mais le ministre de la Marine a d'autres projets pour lui à court terme. Il le nomme à la tête d’une expédition destinée à trouver l'embouchure du fleuve Mississippi via le golfe du Mexique et choisir un bon emplacement qui pourra être défendu par quelques hommes. Robert Cavelier de La Salle avait permis de mieux connaître la région, nommée Louisiane, sans pouvoir la localiser précisément en longitude. Pour la France, ce sera aussi l'occasion de consolider ses liens avec les nations autochtones qui habitent dans la vallée du Mississippi.
Malade, d'Iberville se rend malgré tout aux vœux du ministre. Il embarque notamment avec son frère Jean-Baptiste Le Moyne de Bienville. L'escadre française, formée de La Badine, du Cheval Marin et du Français, quitte Brest le 24 octobre 1698 et atteint Saint-Domingue le 4 décembre suivant. D'Iberville poursuit la navigation jusqu'à l'entrée de Pensacola. Il ne peut accoster puisque des navires espagnols l'en empêchent. Il note: « Je m'en vais faire le tour de la baie où je suis, et en visiter la côte jusqu'à la rivière de la Palissade qui est le Mississippi, qui peut être éloigné d'ici de quinze à vingt lieues. Les Espagnols présentent qu'il n'a pas d'entrée, ce que je ne crois pas. » 
Les Français finissent par traverser « la palissade ». Ils descendent des navires à Ship Island et poursuivent leur exploration dans de plus petites embarcations. Ils parcourent le pays des Houmas, trouvent grâce à eux des traces de l'expédition de Cavelier de La Salle et arrivent à Bayougoula, un village chocta. D'Iberville et ses hommes aperçoivent deux lacs à l'est. Ils sont baptisés Maurepas et Pontchartrain. Il sait qu'il a réussi là où ses prédécesseurs avaient échoué: il a trouvé l'embouchure du Mississippi.
Parmi les Biloxis, d'Iberville établit un poste de traite, appelé Biloxi. Le 1er mai 1699, il fait construire le Fort Maurepas, au nord-est de la baie de Biloxi (à proximité de la ville actuelle d'Ocean Springs). Il fait planter le drapeau français. Puis le 3 mai, d'Iberville reprend la mer et retourne en France. Il a auparavant pris soin de laisser sur place une garnison de quelques 80 hommes comprenant son frère Jean-Baptiste.

En France, il reçoit la croix de Saint-Louis. Il s'agit du premier Canadien à recevoir cet honneur militaire, créé en 1693. Après les récompenses, d'Iberville présente un rapport dans lequel il recommande la colonisation et l'exploitation de la Louisiane. Pour lui, il s'agit surtout de contrer une expansion anglaise vers l'Ouest. Dans le cas contraire, il prédit que « dans moins de cent années, elle [la colonie anglaise] sera assez forte pour se saisir de toute l'Amérique et en chasser toutes les autres nations. » D'Iberville insiste également sur l'importance de multiplier les alliances avec les Autochtones pour développer le commerce des fourrures en Louisiane et inciter les coureurs de bois à s'y déplacer. Le ministre l'entend et l'équipe, en octobre 1699, pour un autre voyage d’exploration. Jérôme Phélypeaux de Pontchartain lui écrit avant son départ et dresse une série d'objectifs quant aux ressources naturelles. Il 

« étudiera les ressources du pays, et particulièrement, s'il est possible de tirer de la laine des bœufs du pays. Il en apportera quelques peaux et même quelques bêtes vivantes s'il le peut. On dit qu'il y a des mûriers; s'il en est ainsi, se rendra compte si l'élevage des vers à soie ne pourrait pas se faire avec profit. Étudiera le pays au point de vue des mines ». 

Pontchartrain lui demande de réaliser ce voyage d'exploration en évitant le plus possible d'indisposer ou d'attaquer les Anglais et les Espagnols.

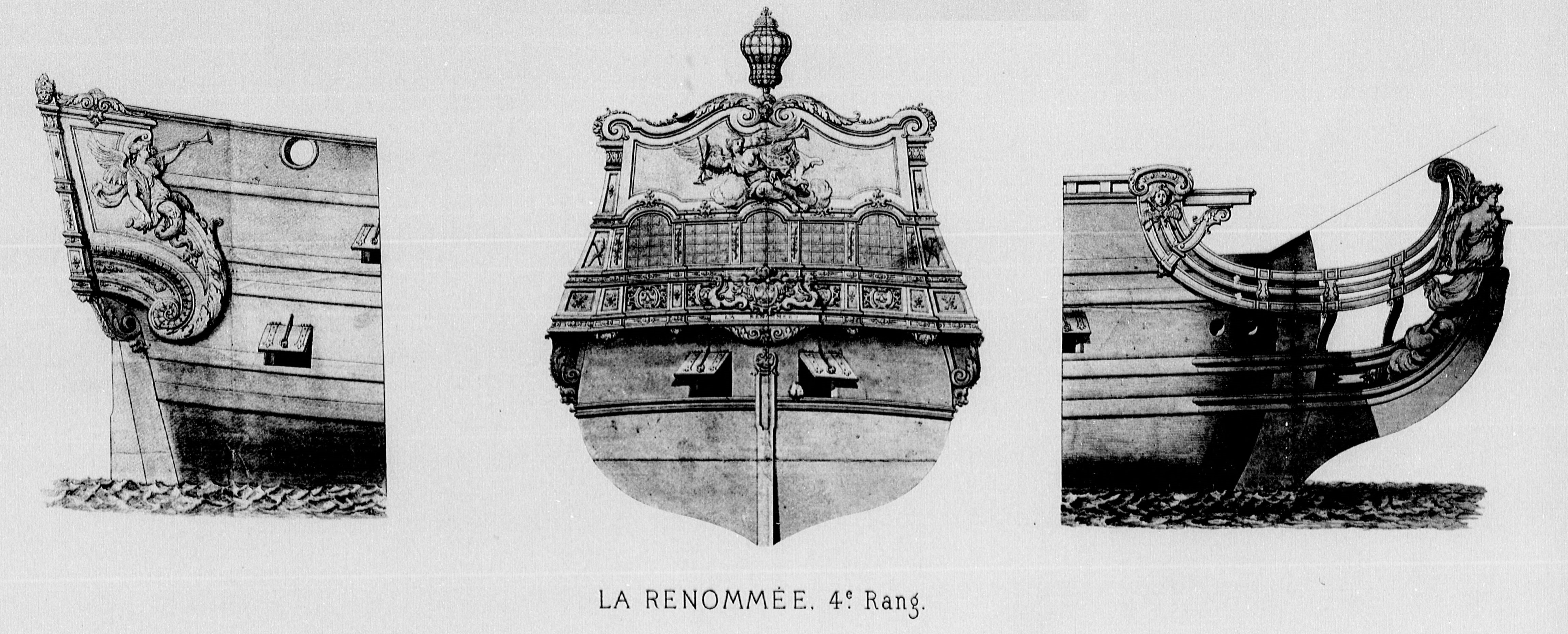
La Renommée, frégate de 46 canons armée pour l'expédition de d'Iberville, de France jusqu'à l'embuchure du fleuve du Mississippi, dans le golfe du Mexique.

Il atteint Biloxi en janvier 1700. Il fait alors ériger le fort Mississippi, avant de reprendre le chemin de la France. En route, il s'arrête à New York afin d'y vendre des fourrures que des coureurs de bois lui avait cédées . Au fil des ans, d'Iberville a aussi acquis des plantations de cacao à Saint-Domingue. Exploitées par une main-d’œuvre servile, son commerce lui permet d'accumuler de fortes sommes. En son absence, c'est son plus jeune frère, Gabriel Le Moyne d’Assigny, qui en assure la gestion.
Lors de ce séjour en France, d'Iberville a l'occasion de réitérer ses arguments dans les cabinets ministériels: la France doit développer et peupler sans tarder la Louisiane afin de mettre un terme à l'expansion anglaise à l’Ouest. À cette époque, il commence à éprouver des problèmes de santé, des fièvres plus particulièrement. D'Iberville quitte quand même La Rochelle avec trois navires le 29 septembre 1701. Il a reçu le commandement de La Renommée.

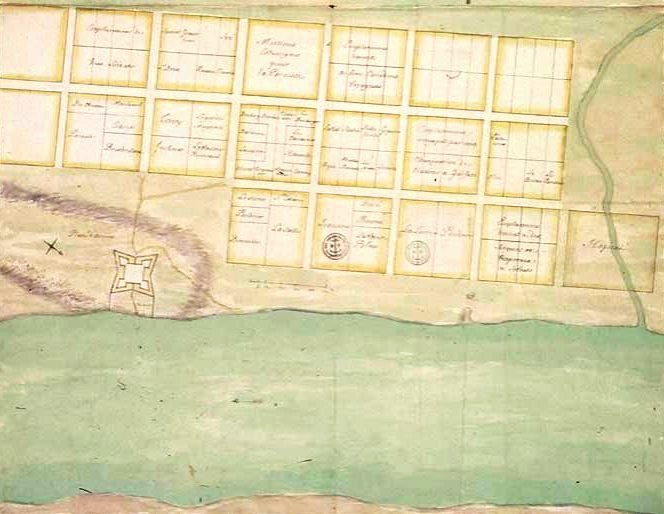
D'Iberville et son frère de Bienville fondent le fort Louis de La Mobile en 1702. Cette carte a été réalisée par Charles Levasseur à la même époque.

C'est malade qu'il revient en Louisiane. Il ne se laisse pas abattre et, avec l'aide de son frère Jean-Baptiste, fonde en 1702 le fort Saint-Louis à Mobile (Alabama), près de la rivière du même nom. Dans cette région, Henri de Tonti l'aide à établir de bonnes relations avec les Autochtones. En avril 1702, d'Iberville rentre encore une fois en France. La santé du riche quadragénaire est de plus en plus inquiétante. Il a laissé la responsabilité de Mobile à son frère Jean-Baptiste Le Moyne de Bienville, qui fondera La Nouvelle-Orléans en 1718. Sur place, il a également laissé cent trente personnes, dont soixante coureurs de bois. D'Iberville, toujours soucieux de consolider le peuplement de la Louisiane, fait comprendre au secrétaire d'État à la Marine la nécessité d'y envoyer des femmes. Ce dernier voit effectivement à en dépêcher 23 en 1704.

### Conquête de l'île de Nevis
Pendant les années suivantes, d'Iberville demeure en France. Lors de la guerre de Succession d’Espagne, le ministre de la Marine dépêche d'Iberville aux Antilles en 1705 pour inquiéter les Anglais. Commandant Le Juste, il dirige, en janvier 1706, une escadre de douze bâtiments comptant 2000 hommes afin d'attaquer des établissements anglais. Le 2 avril, il dévaste l'île de Saint-Christophe, puis s'empare de l’île de Nevis. D'Iberville et ses hommes pillent et dévastent le lieu jusqu'à leur départ le 22 avril. Au total, ils ont pris vingt-quatre navires anglais, ont fait des centaines de prisonniers et des milliers d'esclaves. D'Iberville relate l'événement, qui paraîtra dans Le Mercure galant en mai 1706.
Cette expédition entache cependant la renommée de d'Iberville. Le ministère de la Marine a ouvert une commission d'enquête sur des fraudes qu'il aurait commises. Reconnu coupable de malversations et de contrebande plusieurs années après sa mort, sa veuve, Marie-Thérèse Pollet, a été condamnée à rembourser d'importantes sommes. Jusqu'à son décès, elle a tenté d'en repousser le paiement.

### Décès
D'Iberville meurt à La Havane le 9 juillet 1706 emporté par des fièvres. Certains ont émis l'hypothèse qu'il s'y était rendu pour y vendre du fer français, d'autres qu'il y cherchait des renforts en prévision d'opérations à venir sur les côtes américaines. D'Iberville est enterré le jour même sous l'église de San Cristobal. L'acte de sépulture, conservé aux archives de la Cathédrale de La Havane, date en effet du 9 juillet. Il sera plus tard transféré au Palais des Capitaines Généraux, aujourd'hui le musée de la ville de la Havane (Museo de la Ciudad de La Habana), où une plaque commémorative, datée de 1937, peut être vue.
Des rumeurs commencent rapidement à entourer la mort de « l'Idole de ses Compatriotes », comme le qualifie Pierre-François-Xavier Charlevoix. Une théorie, alimentée par un mémoire de 1738, veut que d'Iberville aurait été empoisonné en même temps que le général espagnol Pedro Alvarez de Villarin, décédé également le même jour, par des agents à la solde des Britanniques.

### Vie privée
En 1686, Jeanne-Geneviève Picoté de Belestre affirme que d'Iberville l’a séduite après lui avoir fait miroiter un mariage éventuel. À la suite de cet épisode, elle s'est retrouvée enceinte et sans ressources. Les tuteurs de la jeune femme ont décidé d'intenter une action en justice contre lui. Même si d'Iberville n'a pas assisté au procès, le Conseil souverain l'a déclaré coupable en octobre 1688. Il a été contraint de verser une rente à sa fille jusqu’à ses 15 ans.
D'Iberville épouse Marie-Thérèse Pollet le 8 octobre 1693, fille de François Pollet de La Combe-Pocatière et de Marie-Anne Juchereau de Saint-Denis. Le couple aurait eu 5 enfants : Pierre-Joseph-Louis, Jean-Baptiste, Marie-Thérèse, Jean-Charles et François-Jean. Marie-Thérèse s'installe dans la région de La Rochelle en France. De son côté, d'Iberville a acquis deux domaines à Aunis.

### La série télévisée

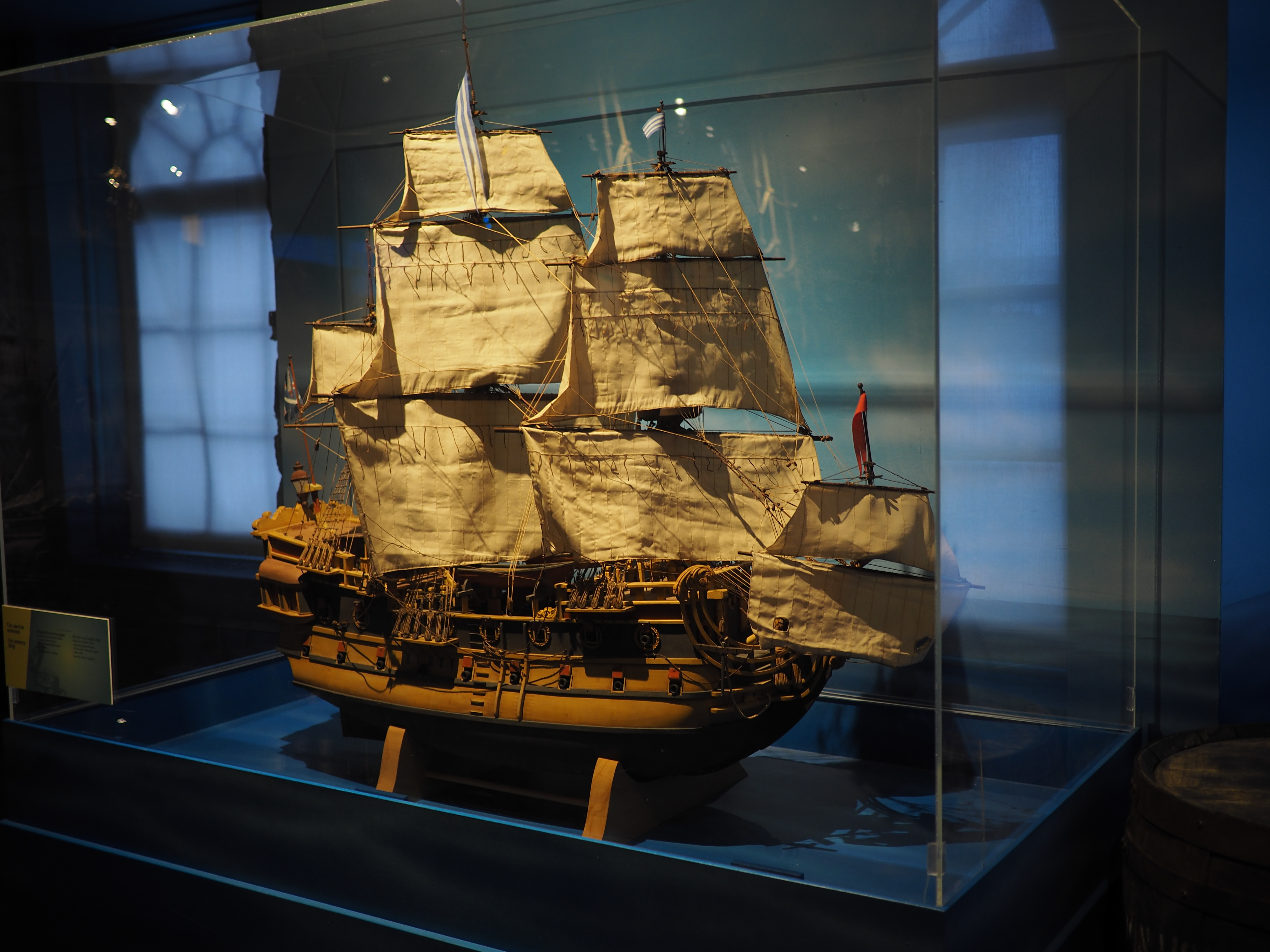
Radio-Canada a diffusé la populaire série D'Iberville, réalisée par Pierre Gauvreau, en 1967 et 1968.

Série télévisée de 39 épisodes, D'Iberville a été diffusée en 1967-1968 à Radio-Canada. Le premier épisode est présenté le 18 octobre 1967. Il s'agit d'une collaboration avec l'Office de radiodiffusion télévision française, Radiodiffusion-Télévision Belge et la Société Suisse de Radiodiffusion. Parmi les comédiens figurent notamment Albert Millaire (Pierre Le Moyne d'Iberville), Jean Besré (Paul Le Moyne de Maricourt) et Paul Dupuis (Louis de Buade de Frontenac). La production a coûté plus de 2 millions de dollars. Réalisée par Pierre Gauvreau et Rolland Guay, elle a nécessité 275 jours de tournage à l'île d'Orléans et a compté 608 comédiens et figurants. De plus, 37 vaisseaux ont été reconstitués, dont Le Pélican. Les maquettes sont signées par Frédéric Back et Jean-Paul Boileau. Le souci du détail se révèle jusque dans les armes miniatures, munies de vrais détonateurs réalisés sur commande.

## Hommages

La rivière d'Iberville, sur une carte de la Floride par James Cook en 1766 : A draught of West Florida, from Cape St. Blaze to the River Iberville.

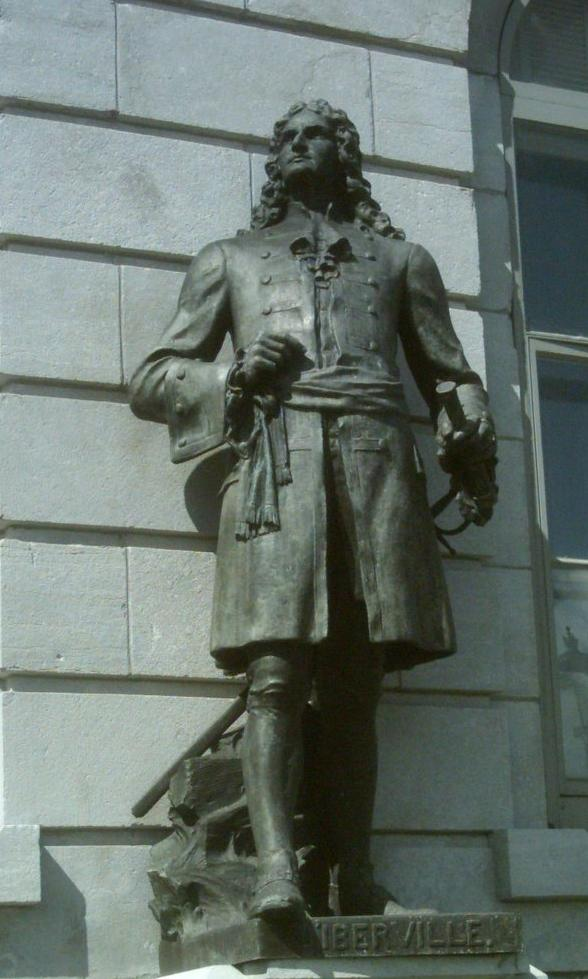
Statue de Pierre Le Moyne d'Iberville au Parlement de Québec.

### Canada
- La rue Iberville à Vanier (Ontario), quartier francophone d'Ottawa
- Mont D'Iberville, la plus haute montagne du Québec, entre le Québec et Terre-Neuve
- Le NCSM D'Iberville, Division de la Réserve navale du Canada à Rimouski commissionnée en 1987.

#### Québec
- L'ancienne ville d'Iberville, maintenant fusionné à Saint-Jean-sur-Richelieu.
- L'école secondaire de Rouyn-Noranda porte le nom de D'Iberville en l'honneur de Pierre Le Moyne D'Iberville
- Le boulevard Iberville, la rue D'Iberville et un métro du même nom à Montréal
- Jean Bruchési fait allusion aux exploits de d'Iberville aux commandes du Pélican dans Épopée canadienne (1934):« Un contre trois! Parbleu, qu'importe?  Le Pélican n'eut jamais peur. Il vole, et le nordet l'emporte  Dans un large souffle vainqueur[48]. »
- Avenue d'Iberville, à Shawinigan au Québec
- Le comté électoral d'Iberville en Montérégie
- Le Parc d'Iberville dans la ville de Québec.
- David Macdonald Stewart a fait consrtuire une réplique du Pélican. Le chantier se déroule à La Malbaie dans les années 1980[49].
- Du 4 au 15 juillet 2006, événement commémoratif Sur les traces d'Iberville/Tras las huellas de Iberville à Cuba.
- Une pétition réclamant le rapatriement de ses restes a été présentée à l'Assemblée nationale le 25 février 2015.

### États-Unis
- La ville D'Iberville dans l'État du Mississippi
- La paroisse d'Iberville en Louisiane
- La rue d'Iberville à La Nouvelle-Orléans en Louisiane.

### France
- Le square Lemoyne-d'Iberville à Rouen
- Un certain nombre de navires français ont porté son nom, tel que l'aviso torpilleur et l'aviso colonial d'Iberville, sabordé à Toulon le 27 novembre 1942.

### Cuba
Bronze de Pierre Le Moyne d'Iberville, d'après celui réalisé par Elzéar Soucy, à La Havane. Il y est érigé le 14 novembre 1999 en présence de nombreux dignitaires québécois, canadiens et cubains. Pour le maire de Québec, Jean-Paul L'Allier, « cette statue doit être pour nous un grand symbole ».

## Galerie de lettres
Pierre Le Moyne d'Iberville demande à Louis XIV d'établir une colonie française sur le Mississippi. Iberville définit le territoire de la Louisiane comme s'étendant de la 29e à la 50e latitude et donne une description détaillée des avantages d'une telle colonie, en particulier ses vastes ressources naturelles et ses alliances possibles avec les populations locales. La colonie constituerait, pour la France, une base pour attaquer le Mexique en cas de guerre avec l'Espagne. D'Iberville fait remarquer que, bien que les Anglais aient déjà formé une compagnie pour envoyer des hommes et des navires en Louisiane, les Français pourraient facilement les devancer en établissant un fort dans un port approprié. Il soutient qu'il pourrait lui aussi fonder une société marchande en échange des « privilèges coutumiers »pour faire venir des colons. D'Iberville décrit ensuite précisément ce dont il aurait besoin en termes de navires et d'hommes. Il explique qu'il divisera ses forces pour explorer les côtes, toute en laissant quelques-uns fermer l'embouchure de la rivière et établir un port sûr. Le document, non daté et non signé, est rédigé par une main officielle appartenant au secrétariat français à la fin du XVIIe ou au début du XVIIIe siècle. Il semble être une copie que le greffier a réalisé à partir de l’original de d’Iberville. Les sources suggèrent que le document date du début de 1698.

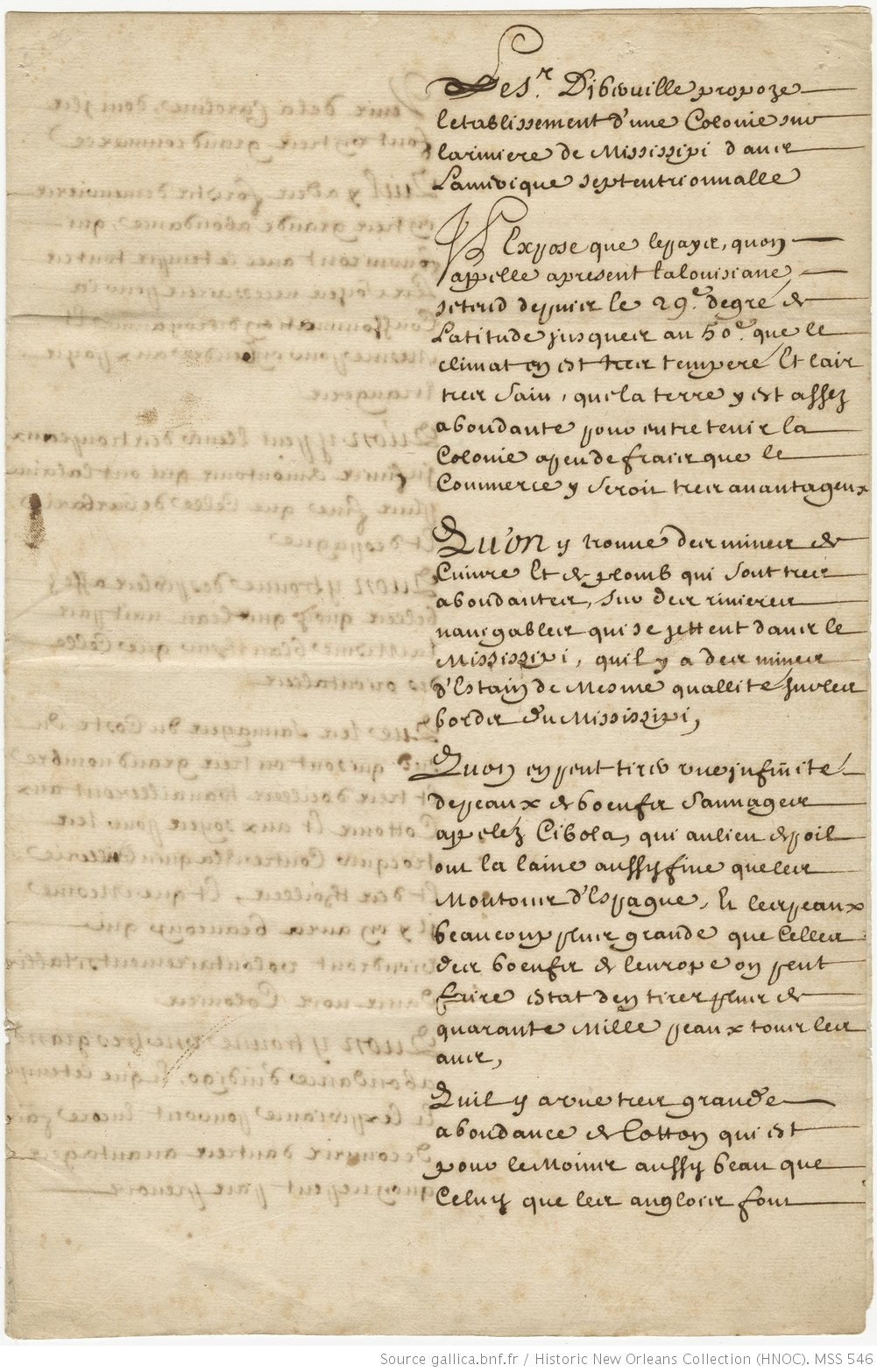
p. 1
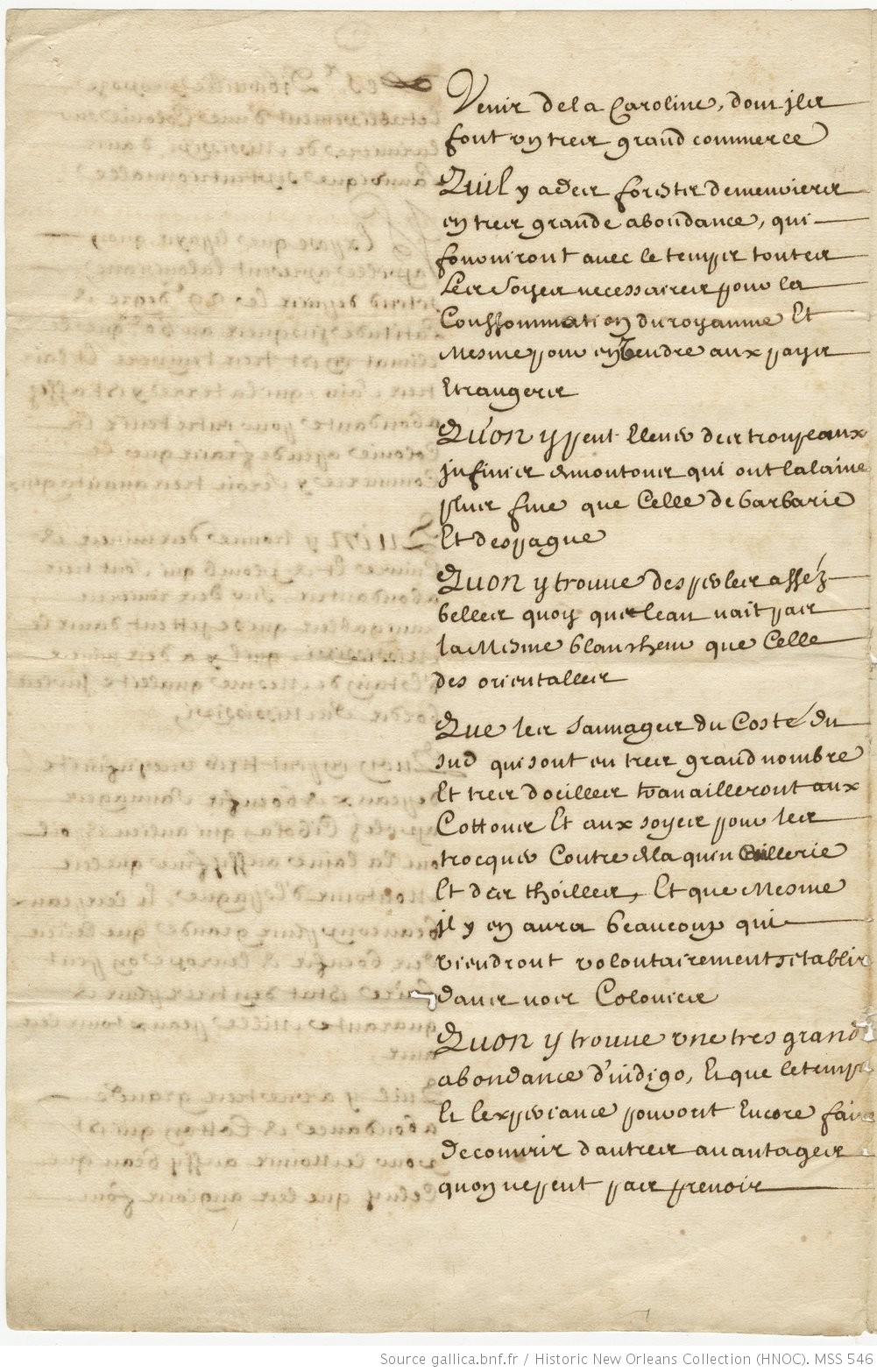
p. 2
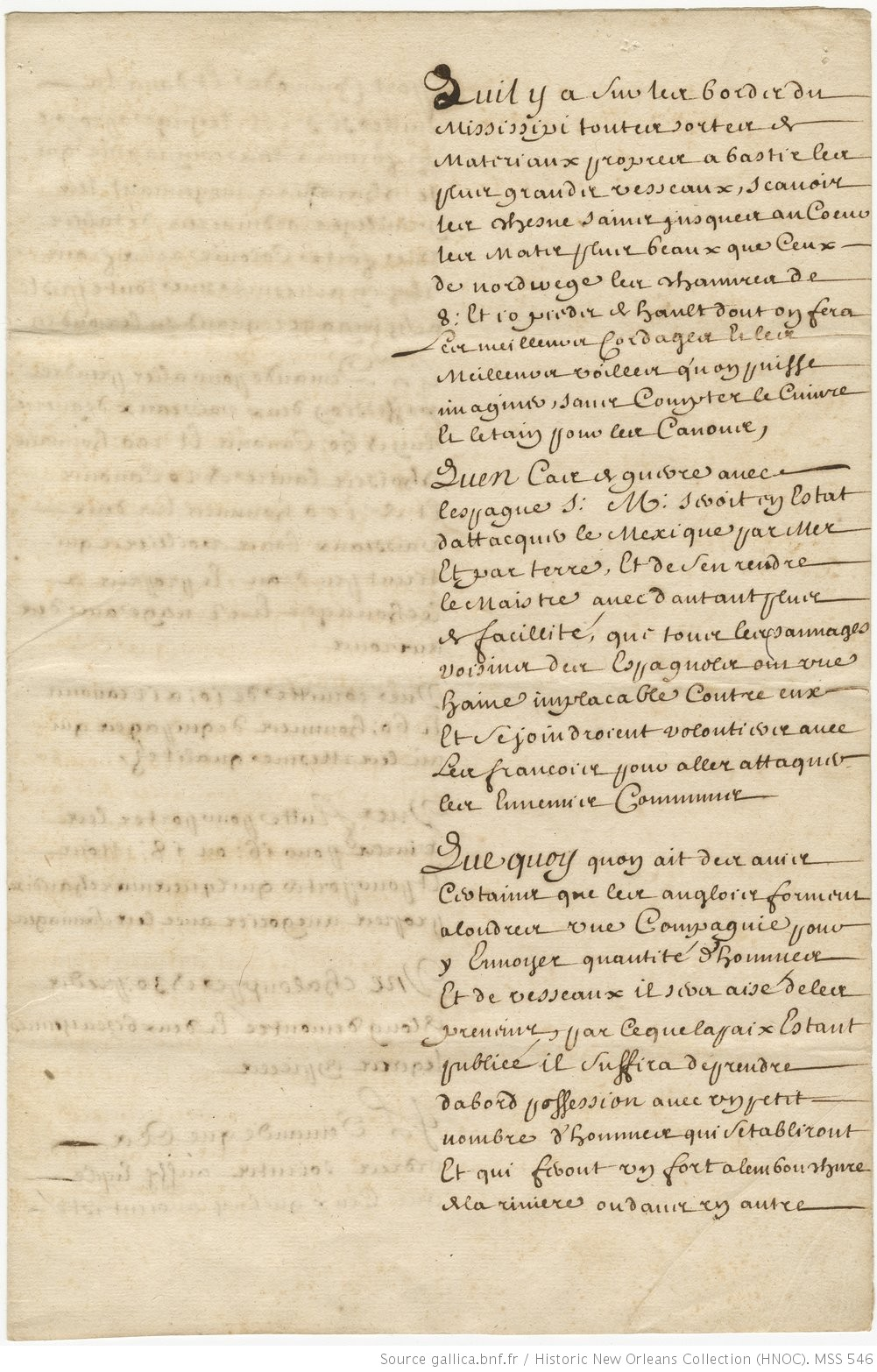
p. 3
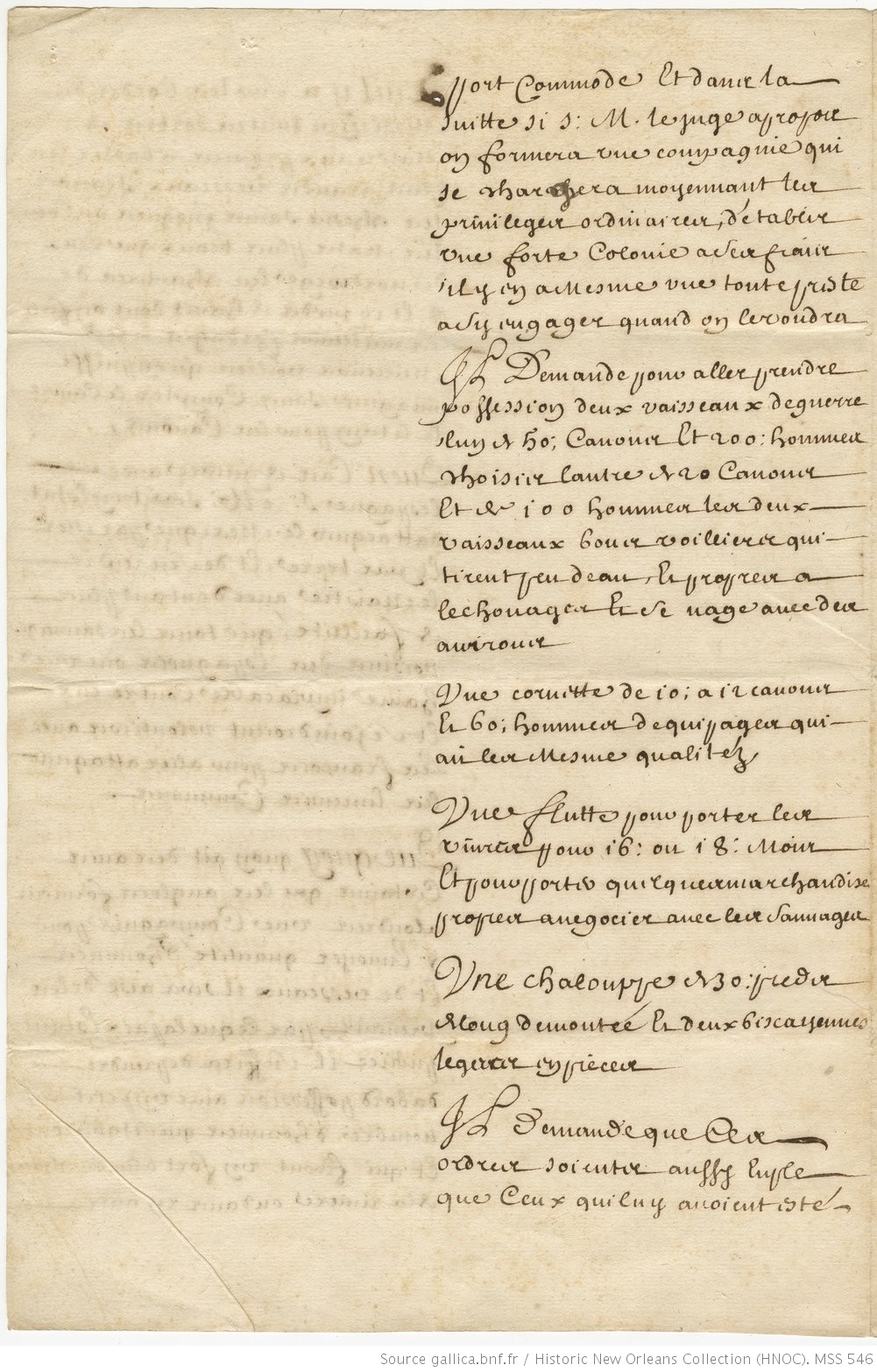
p. 4
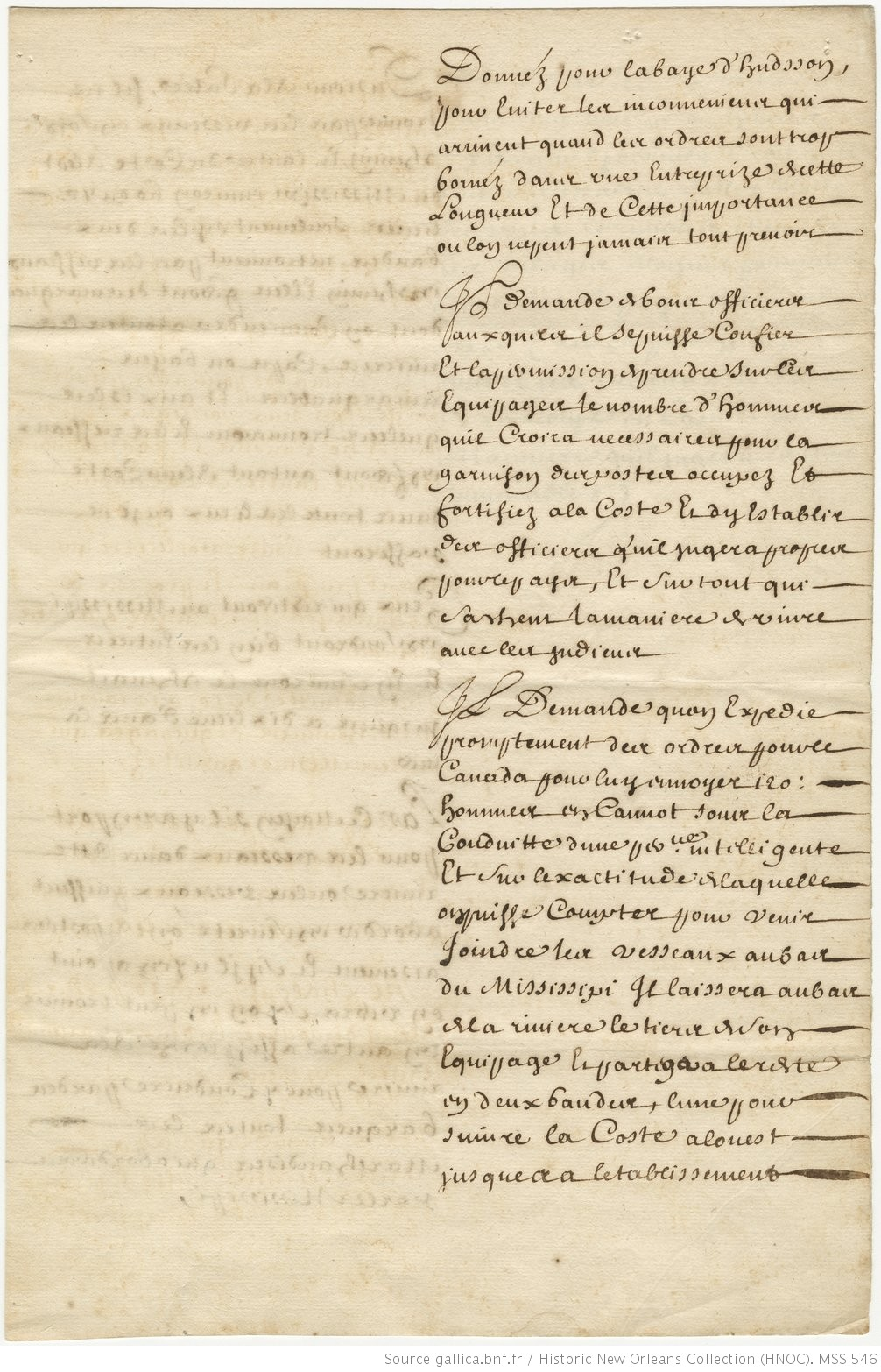
p. 5
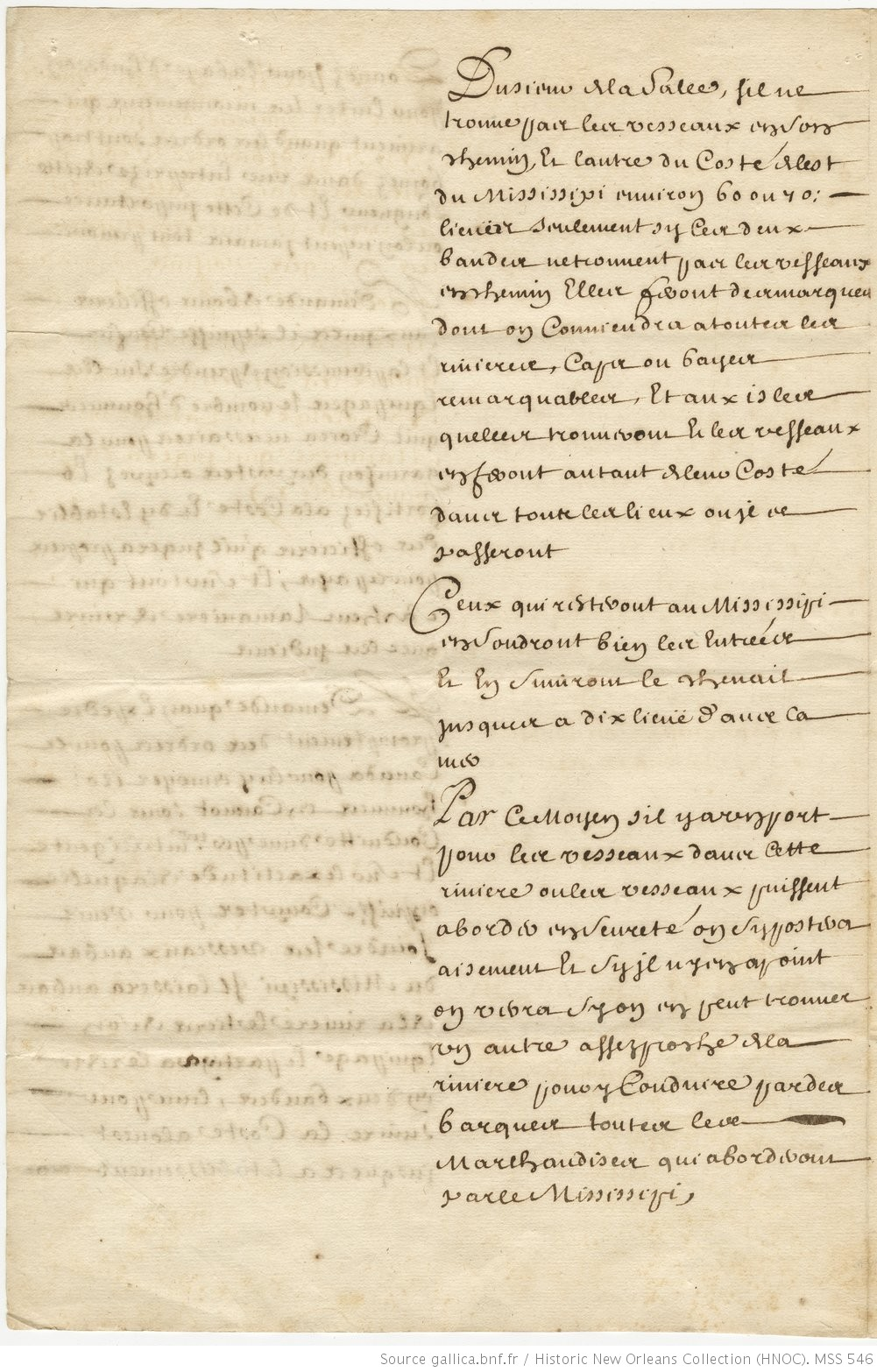
p. 6
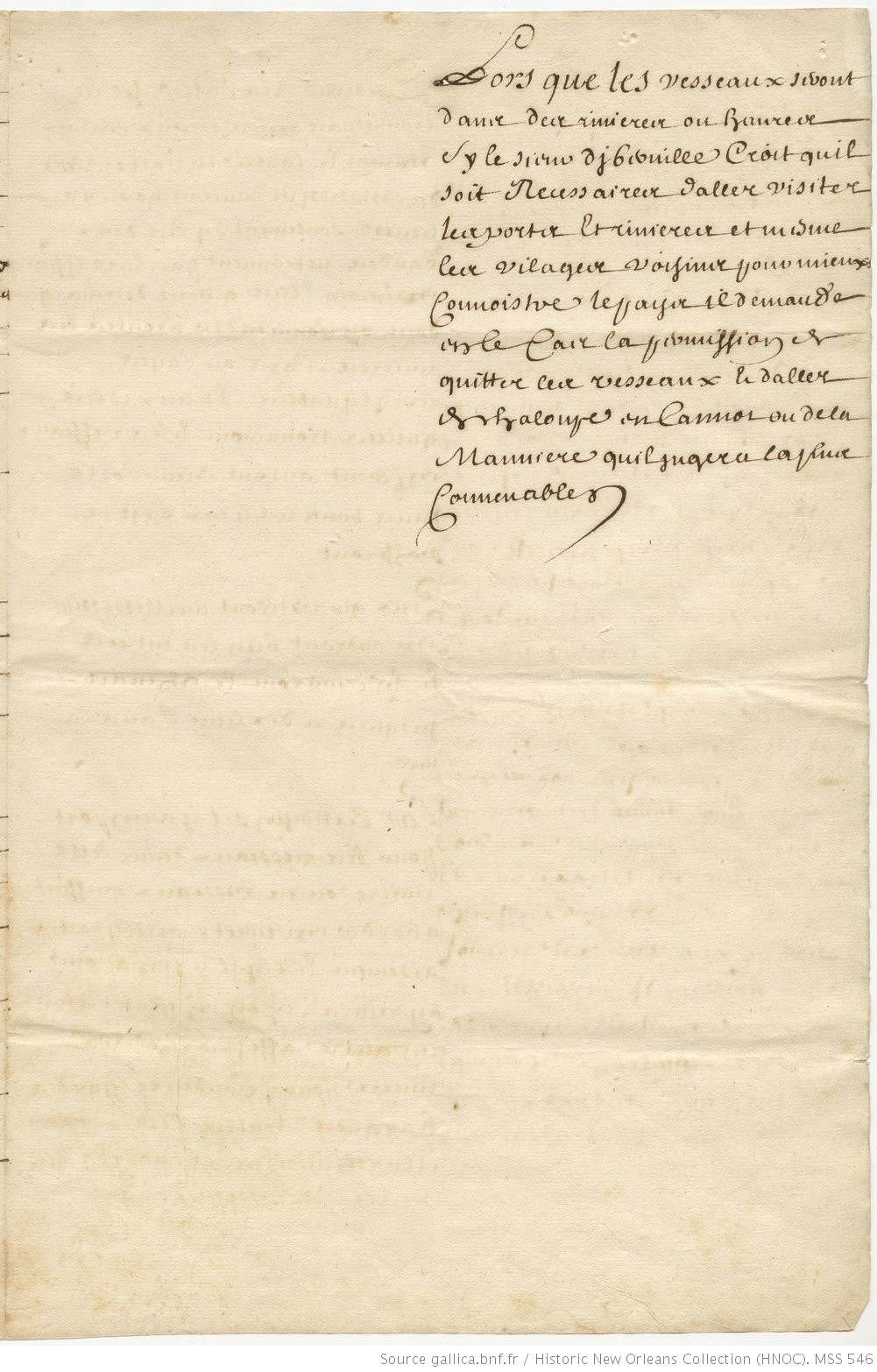
p. 7